# Besterdertor

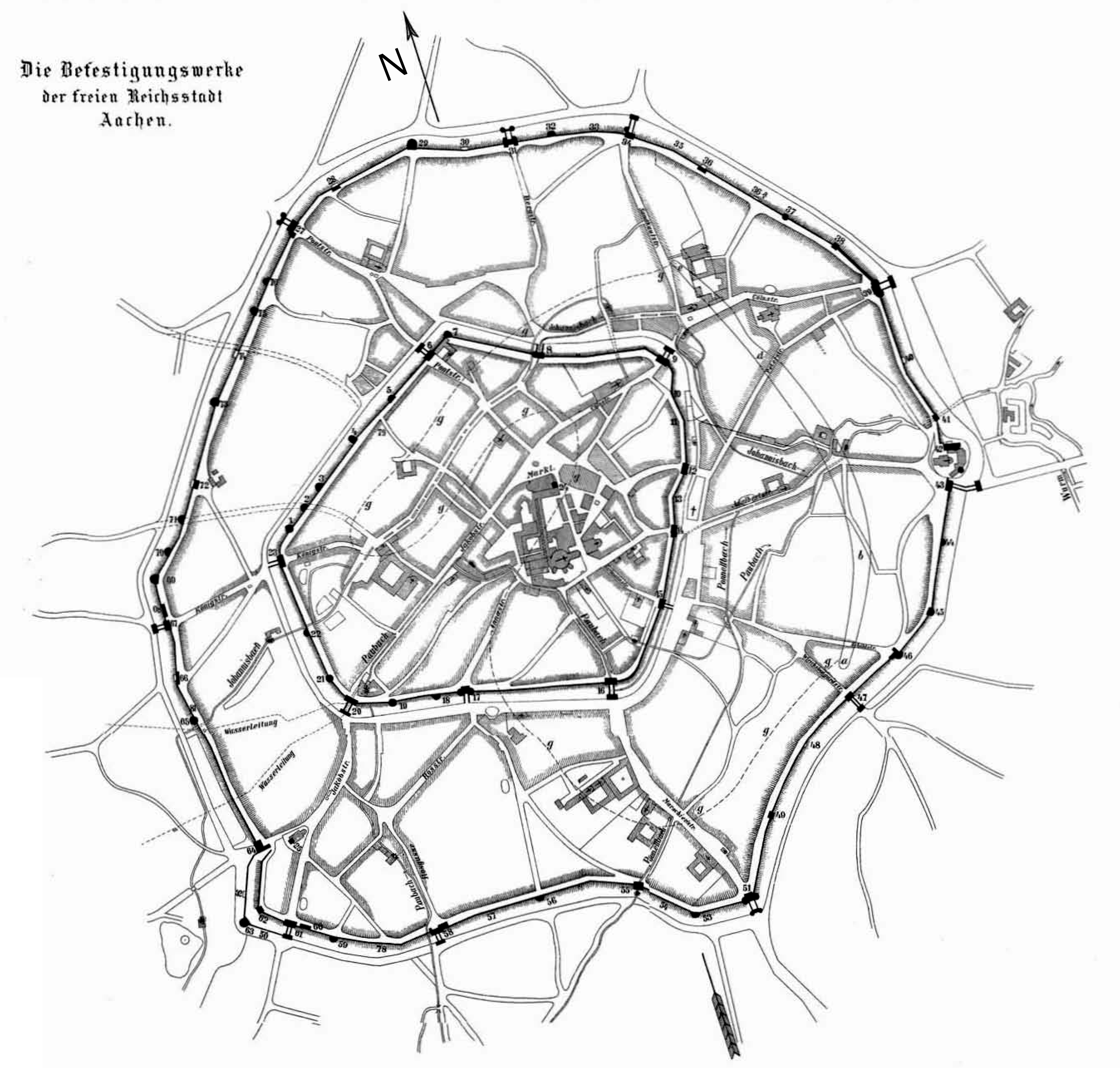
Overzicht van de vestingwerken in Aken. Nummer 12 is de Besterdertor.

De Besterdertor was een stadspoort en maakte deel uit van de tussen 1171 en 1175 gebouwde binnenste stadsmuren van de Duitse stad Aken. De stadspoort bestaat niet meer.

## Locatie
In de binnenste ringmuur stond de Besterdertor in het oosten tussen de Kölnmitteltor (in het noorden) en de Ursulinertor (in het zuidwesten). Ze bevond zich aan waar tegenwoordig de Büchel, Dahmengraben en Holzgraben liggen. De Besterdertor had geen equivalent in de buitenste stadsmuren.

## Geschiedenis
De poort was onderdeel van de binnenste stadsmuren die op instigatie van Frederik I van Hohenstaufen tussen 1171 en 1175 gebouwd zijn.
In het midden van de 13e eeuw werd de stadspoort gebouwd.
In 1783 werd de Besterdertor gesloopt.